# 朝日奈あかり
朝日奈 あかり（あさひな あかり、1988年5月30日  - ）は、日本の元AV女優。群馬県出身。特技はバスケットボール。ティーパワーズ所属。

## 経歴
2008年12月「純白の果実」でアリスJAPANよりAVデビュー。デビューのきっかけはスカウト。
2012年10月28日には、知花メイサと『「スナック☆アケミン 2号店」～人気AV女優 朝日奈あかり&新人AV女優 知花メイサ ママがお出迎え!～』に出演した。
2014年2月、アイデアポケットに移籍。2015年3月発売の「タイトスカート塾講師 朝日奈あかり」を最後に引退。

## 作品

### アダルトビデオ
2008年
- 純白の果実（12月12日、アリスJAPAN）[2]

2009年
- 初めてのドキドキ3P!!（1月9日、アリスJAPAN）[2]
- 最高の美少女（2月27日、マックス・エー）[3]
- いやらしい美尻（3月27日、アリスJAPAN）[2]
- 教えてティーチャー（4月24日、マックス・エー）[3]
- 極上オイルボディ（5月22日、アリスJAPAN）[2]
- 制服狩り（6月26日、マックス・エー）[3]
- アリスJAPAN専属女優 朝日奈あかりの超高級ソープ!（7月24日、アリスJAPAN）[2]
- 連続絶頂イカせFUCK（8月28日、マックス・エー）[3]
- 女子校生 監禁調教（9月25日、アリスJAPAN）[2]
- 女教師狩り in 朝日奈あかり（10月23日、マックス・エー）[3]
- キミの家に、朝日奈あかりを派遣します。（11月27日、アリスJAPAN）[2]
- 出会って7秒で合体（12月25日、アリスJAPAN）[2]

2010年
- 終わらないお掃除フェラ（1月22日、アリスJAPAN）[2]
- 憧れの競泳水着インストラクター（2月26日、アリスJAPAN）[2]
- 10回射精しても終わらないセックス（3月26日、アリスJAPAN）[2]
- 会心の一撃顔射（4月23日、アリスJAPAN）[2]
- セックスしてないフリ みんなにナイショの性交とイキガマン（5月28日、アリスJAPAN）[2]
- デカチン味くらべ（6月25日、アリスJAPAN）[2]
- 女教師凌辱教室（7月23日、アリスJAPAN）[2]
- 酒グセの悪い姉（8月27日、アリスJAPAN）[2]
- 朝日奈あかりが童貞をプロデュース（9月24日、アリスJAPAN）[2]
- 終わらないフェラチオ （10月22日、アリスJAPAN）[2]
- キスしてフェラしてタマもシャブって、またフェラしてからアナル舐め（11月26日、アリスJAPAN）[2]
- AVアイドル撮影会（12月24日、アリスJAPAN）[2]

2011年
- 推定ノーパン人妻（1月25日、アリスJAPAN）[2]
- 性処理ボランティアのお仕事（2月25日、アリスJAPAN）[2]
- 美しすぎる面接官≪朝日奈あかり≫の素人男優オーディション（3月25日、アリスJAPAN）[2]
- 全員痴漢バス（4月22日、アリスJAPAN）[2]
- ひなっちとイク!早漏改善合宿（5月27日、アリスJAPAN）[2]
- 五時から枕営業部（6月24日、アリスJAPAN）[2]
- 出会って7秒で合体アゲイン（7月22日、アリスJAPAN）[2]
- ゆっくりシゴいて、スローにフェラして（8月26日、アリスJAPAN）[2]
- キミの家を、ソープランドにします。（9月23日、アリスJAPAN）[2]
- 七発二日の温泉旅行（10月28日、アリスJAPAN）[2]
- 女体コントローラーを手に入れた!（11月25日、アリスJAPAN）[2]
- 筆おろしの湯 ～童貞専門お風呂屋さん～（12月23日、アリスJAPAN）[2]

2012年
- 全身ぺろぺろリラックスサロン（1月27日、アリスJAPAN）[2]
- 痴漢バスおとり捜査官（2月24日、アリスJAPAN）[2]
- ファンの皆様に感謝を込めた完全保存決定版!&まだ未体験のアナタのために入門編! 朝日奈あかり 100セックス12時間（3月9日、アリスJAPAN）[2]
- きょうの性処理当番（3月23日、アリスJAPAN）[2]
- ホテルウーマンのお仕事（4月27日、アリスJAPAN）[2]
- SEX100人組手（5月25日、アリスJAPAN）[2]
- 不動産屋の女 〜ハンコを押すかわりに〜（6月22日、アリスJAPAN）
- 酔うと出てくるスケベキャラ（7月27日、アリスJAPAN）
- 尺八の先生（8月24日、アリスJAPAN）
- デライカセ（9月28日、アリスJAPAN）
- メンズ潮吹きエステへようこそ（10月26日、アリスJAPAN）
- セックスの先生（11月23日、アリスJAPAN）
- フェラチオ四十八手（12月28日、アリスJAPAN）

2013年
- 女教師 輪姦レイプ　朝日奈あかり（1月25日、アリスJAPAN）
- 体内の精子をすべて抜き取るＳＥＸ　朝日奈あかり（2月22日、アリスJAPAN）
- 人間♥廃業　朝日奈あかり （3月22日、アリスJAPAN）
- ソープランドに売られた人妻　朝日奈あかり （4月26日、アリスJAPAN）
- レイプ狂い　朝日奈あかり （5月24日、アリスJAPAN）
- 映画館痴漢　朝日奈あかり（6月28日、アリスJAPAN）
- 朝日奈あかりの卑猥語交尾（7月26日、アリスJAPAN）
- 夫を腹上死させた未亡人　朝日奈あかり （8月23日、アリスJAPAN）
- スチュワーデス　愛人契約　朝日奈あかり （9月27日、アリスJAPAN）
- あかりとの身がもたない新婚生活　朝日奈あかり （10月25日、アリスJAPAN）
- 毎日やらしいパンスト履いてる女子社員　朝日奈あかり （11月22日、アリスJAPAN）
- デビュー5周年まとめベスト　朝日奈あかり （12月27日、アリスJAPAN）

2014年
- セックスしかしない休日　朝日奈あかり （1月24日、アリスJAPAN）
- 体内の精子をすべて抜き取るＳＥＸ　朝日奈あかり（2月22日、アリスJAPAN）
- ザ・人間♥廃業　（6月13日、アリスJAPAN）
- 朝日奈あかり狩り （6月27日、マックス・エー）

### Web写真集
- タッチ・ミー　朝日奈あかり XCITY（2009年4月13日、撮影：マキハラススム）
- 撮り下ろしWEB写真集 「ひな日和」 XCITY（2011年4月15日、撮影：Tetsu）

### オリジナルビデオ
- ガラスの女神（2009年）
- ガラスの女神2（2009年）
- 池袋ヤンキー戦争（2010年）
- 絶対綺麗 TONARI NO お姉さん LOVEMOTION（2012年）

### テレビドラマ
- ドラマ24「嬢王 Virgin」（2009年10月 - テレビ東京） - 神崎エリナ 役
- 木曜深夜ドラマ「闇金ウシジマくん Season2」（2014年1月17日、毎日放送） - 太田ハル子 役

### テレビ番組
- ビ〜チ9 （2009年1月～2010年12月、 テレ埼） - 司会
- ヴィーナス・フューチャー＃69（2009年、エンタ!371）
- あいの恋文 #4（2009年4月、エンタ!959）
- 桃のささやき #4（2010年8月18日初回放送、MONDO TV）
- 胸キュン!アリスたーず（2011年10月16日 - 2012年2月16日、エンタ!371）
- ビ〜チ9 （2012年1月、 テレ埼） - マンスリーゲスト